# Liste der Monuments historiques in Guillaumes
Die Liste der Monuments historiques in Guillaumes führt die Monuments historiques in der französischen Gemeinde Guillaumes auf.

## Liste der Objekte
| Bezeichnung               | Beschreibung                                                           | Standort | Kennzeichnung | Schutzstatus | Datum | Bild |
| ------------------------- | ---------------------------------------------------------------------- | -------- | ------------- | ------------ | ----- | ---- |
| Gemälde Mariä Himmelfahrt | von Jean André de Castellane, 1661; in der Kapelle Notre-Dame-de-Buyel | (Lage)   | PM06000296    | Classé       | 1984  |      |
| Votivbild                 | 1680; in der Kapelle Notre-Dame-de-Buyel                               | (Lage)   | PM06000295    | Classé       | 1908  |      |